# Isaac Leet
Isaac Leet (* 1801 bei Washington, Pennsylvania; † 10. Juni 1844 ebenda) war ein US-amerikanischer Politiker. Zwischen 1839 und 1841 vertrat er den Bundesstaat Pennsylvania im US-Repräsentantenhaus.

## Werdegang
Isaac Leet besuchte die öffentlichen Schulen seiner Heimat und danach bis 1822 das dortige Washington College. Nach einem anschließenden Jurastudium und seiner 1826 erfolgten Zulassung als Rechtsanwalt begann er in seinem Heimatort Washington in diesem Beruf zu arbeiten. Zwischen 1826 und 1830 war Leet Kämmerer im Washington County; von 1830 bis 1834 fungierte er dort als stellvertretender Staatsanwalt. Politisch wurde er Mitglied der Demokratischen Partei. Von 1834 bis 1838 gehörte er dem Senat von Pennsylvania an.
Bei den Kongresswahlen des Jahres 1838 wurde Leet im 21. Wahlbezirk von Pennsylvania in das US-Repräsentantenhaus in Washington, D.C. gewählt, wo er am 4. März 1839 die Nachfolge von Thomas McKennan antrat. Da er im Jahr 1840 nicht bestätigt wurde, konnte er bis zum 3. März 1841 nur eine Legislaturperiode im Kongress absolvieren. Nach seiner Zeit im US-Repräsentantenhaus ist Leet politisch nicht mehr in Erscheinung getreten. Er starb am 10. Juni 1844 in Washington.